# Козін Іван Олександрович
Іва́н Олекса́ндрович Ко́зін — старший лейтенант Збройних сил України, учасник російсько-української війни. Перший військовослужбовець, двічі нагороджений Хрестом бойових заслуг. Герой України (2025).

## Життєпис
Родом з Котельви Полтавської області. Навчався у Котелевській гімназії № 1, після її закінчення вступив до Національного техуніверситету «Харківський політехнічний інститут». Працював інструктором з вогнепальної зброї та тактико-фізичної підготовки. Півроку проходив службу у 127-й бригаді. Згодом став військовослужбовцем 225 ОШБ.  
Під час боїв на Курщині очолював колону БМП, яка прорвала лінію оборони росіян та знищила дві бронемашини противника. Ці злагоджені дії дали змогу для наступу основних сил батальйону. 
У жовтні 2024 року росіяни атакували позиції 225 ОШБ. Завдяки умілим діям старшого лейтенанта І. Козіна вдалося зірвати плани ворога.
На початку березня 2025 року на Покровському напрямку йому разом з побратимами вдалося зачистити підвал від ворога за допомогою вуликів з бджолами, які вони закинули в вороже укриття внаслідок цього ворог був змушений покинути його.

## Нагороди
- Звання Герой України з врученням ордена «Золота Зірка» (5 серпня 2025) — за особисту мужність і героїзм, виявлені у захисті державного суверенітету та територіальної цілісності України, самовіддане служіння Українському народові[5][6].
- Хрест бойових заслуг (срібна дубова гілка) (20 лютого 2025) — за особисту мужність, виявлену у захисті державного суверенітету та територіальної цілісності України, самовіддане виконання військового обов'язку[7].
- Хрест бойових заслуг (31 жовтня 2024) — за особисту мужність, виявлену у захисті державного суверенітету та територіальної цілісності України, самовіддане виконання військового обов'язку[8].
- орден Данила Галицького (21 червня 2024) — за особисту мужність, виявлену у захисті державного суверенітету та територіальної цілісності України, самовіддане виконання військового обов'язку[9].
- орден «За мужність» ІІІ ступеня (15 серпня 2022 року) — за особисту мужність і самовіддані дії, виявлені у захисті державного суверенітету та територіальної цілісності України, вірність військовій присязі[10].
- медаль «За військову службу Україні» (25 вересня 2023) — за особисту мужність, виявлену у захисті державного суверенітету та територіальної цілісності України, самовіддане виконання військового обов'язку[11].